# Prurito acuagénico
El prurito acuagénico es una enfermedad de la piel caracterizada por el desarrollo de un grave, intenso, punzante, picor epidérmico sin lesiones de la piel observables y que es provocado por el contacto con el agua.

## Presentación
Los síntomas se pueden sentir inmediatamente después del contacto con agua o aire húmedo y puede persistir de 15 minutos a una hora o más. Otros factores desencadenantes pueden ser el sudor, soplando aire, las diferencias de temperatura, cambiarse de ropa, contacto con fibras sintéticas, y acostarse para tratar de dormir. Esta condición puede persistir durante años. 
El prurito acuagénico parece que está igual en ambos sexos, independientemente de la edad y del tono de la piel. A veces es un síntoma de policitemia primaria o policitemia vera. Estrictamente hablando, el prurito acuagénico no es una enfermedad sino un grupo discreto de síntomas. En algunas familias, parece existir una tendencia hereditaria. Muy poca investigación se ha hecho en esta condición, y hay mucho que aprender. 
Esta enfermedad no debe ser tomada a la ligera ya que la intensidad de la picazón puede impedir el desarrollo las actividades normales, los límites de baño, y muy frecuentemente conduce a la depresión severa. La gente ha sabido sufrir a solas esta condición durante años con miembros de la familia y los médicos no creen que haya una causa física a los síntomas invisibles. Después de recibir un diagnóstico de prurito acuagénico, muchas personas expresan alivio de que la condición ha sido validada, y no se están "volviendo locos".

## Etimología
El nombre deriva del latín: Aquagenic, que significa causada por el agua, y Pruritus, que significa picazón . 

## Tratamiento
Se ha descubierto que la beta alanina, un aminoácido no esencial y disponible libremente como suplemento nutricional en muchos países, suprime o reduce significativamente los síntomas en muchos casos. Evidencia anecdótica indica que es común consumir dosis de 750 mg a 2 gramos antes de contacto con agua. Un estudio confirmó que una dosis de 2 gramos dos veces al día llevó a una "mejora dramática y sostenida" de los síntomas en un paciente varón de 13 años, permitiéndole ducharse, hacer ejercicio y nadar cómodamente.
Al parecer la picazón generada en la piel se debe a factores de temperatura, las células de la piel no son capaces de controlar el cambio de temperatura drástico, son muy sensibles, por lo que un tratamiento que ha probado ser de utilidad es ducharse máximo por 5 o 10 minutos (preferiblemente con agua no muy fría ni muy caliente) y al terminar el baño no secarse la piel inmediatamente sino, en su lugar quedarse en la ducha y dejar que la piel absorba el agua por 3 o 4 minutos. Una vez pasado este tiempo comenzar el secado con una toalla suave con pequeños toquecitos de la cabeza a los pies. Esta información fue recopilada de distintos foros de redes sociales donde muchas personas con prurito acuagénico comprobaron y dieron testimonio de su efectividad. 
Otros tratamientos pueden incluir fototerapia o la aplicación de crema de capsaicina en zonas afectadas. Algunas personas utilizan las camas de bronceado o exposición al sol para llevar a cabo dicho tratamiento, pero el elevado riesgo de cáncer de piel es una desventaja del bronceado frecuente debido al más amplio espectro UV. 
La aplicación de agua caliente, compresas calientes, o aire caliente por ejemplo con un secador de pelo en la piel durante varios minutos inmediatamente después del contacto con agua puede aliviar los síntomas. Algunas personas parecen tienen mejor efecto con agua o compresas frías. El uso de ropa de algodón y ropa de cama adecuada puede prevenir el prúrito o proporcionar alivio a algunas víctimas 
Aplicaciones de lociones or aceite corporal, antes o después de bañarse, pueden ayudar a aliviar la los síntomas de la enfermedad. 
Bloqueadores de H1 y H2 como Loratadina, Doxepina o cimetidina puede ser útil, pero no aparece que ayude a la mayoría de pacientes. Loratadina suele ser prescrita a algunos casos con síntomas leves, mientras Doxepina suele ser prescrita a pacientes con síntomas más graves. Naltrexona, Hidrocortisona y Propranolol también han sido descritos como medicaciones posibles.